# Bakhtier Farouk
Bakhtier Farouk é um engenheiro, actualmente Professor J. Harland Billings na Drexel University, e também autor publicado. Ele é membro da American Society of Mechanical Engineers.